# Ludność Żor

Herb Żor

## LudnośćŻor
- 1794 - 1 554[1]
- 1818 - 2 041[1]
- 1837 - 3 355[1]
- 1846 - 4 015   (w tym 542 Żydów)[1]
- 1855 - 3 336   (w tym 471 Żydów)[1]
- 1880 - 4 349   (w tym 374 Żydów)[1]
- 1885 - 4 450   (z wojskiem)[2]
- 1890 - 4 429[3]
- 1905 - 4 642[3]
- 1910 - 4 936[3]
- 1931 - 5 869
- 1939 - 6 500
- 1945 - 4 404[1]
- 1946 - 4 730   (spis powszechny)
- 1950 - 5 037   (spis powszechny)
- 1955 - 6 032
- 1960 - 6 795   (spis powszechny)
- 1965 - 7 525
- 1966 - 7 641
- 1970 - 8 700   (spis powszechny)
- 1971 - 8 900
- 1972 - 9 673  [4]
- 1973 - 12 053  [5]
- 1974 - 19 179
- 1975 - 23 231
- 1976 - 28 800
- 1977 - 35 000
- 1978 - 40 100   (spis powszechny)
- 1979 - 43 400
- 1980 - 47 484
- 1981 - 53 056
- 1982 - 56 816
- 1983 - 59 593
- 1984 - 61 946
- 1985 - 63 467
- 1986 - 64 630
- 1987 - 65 336
- 1988 - 65 450   (spis powszechny)
- 1989 - 66 123
- 1990 - 67 031
- 1991 - 67 301
- 1992 - 66 188
- 1993 - 66 558
- 1994 - 66 269
- 1995 - 66 219
- 1996 - 66 224
- 1997 - 66 306
- 1998 - 66 209
- 1999 - 63 683
- 2000 - 63 533
- 2001 - 63 511
- 2002 - 63 485   (spis powszechny)
- 2003 - 63 281
- 2004 - 62 964
- 2005 - 62 849
- 2006 - 62 416
- 2007 - 62 008
- 2008 - 62 044
- 2009 - 62 022
- 2010 - 62 138
- 2011 - 62 110
- 2012 - 62 052   (spis powszechny)
- 2013 - 62 038
- 2014 - 62 051
- 2015 - 61 945
- 2016 - 62 013  [6]
- 2017 - 62 243
- 2018 - 62 456
- 2019 - 62 472
- 2020 - 61 833
- 2021 - 61 839  [7]

## Powierzchnia Żor
- 1995 - 64,64 km²
- 2006 - 64,59 km²
- 2011 - 64,64 km²